# (4259) McCoy
(4259) McCoy es un asteroide perteneciente al cinturón de asteroides, descubierto el 16 de septiembre de 1988 por Schelte John Bus desde el Observatorio Interamericano del Cerro Tololo, La Serena, Chile.

## Designación y nombre
Designado provisionalmente como 1988 SB3. Fue nombrado McCoy en honor del mineralogista estadounidense Timothy J. McCoy, conservador de la colección de meteoritos del Museo Nacional de Historia Natural del Instituto Smithsoniano en Washington.